# Sisimiut

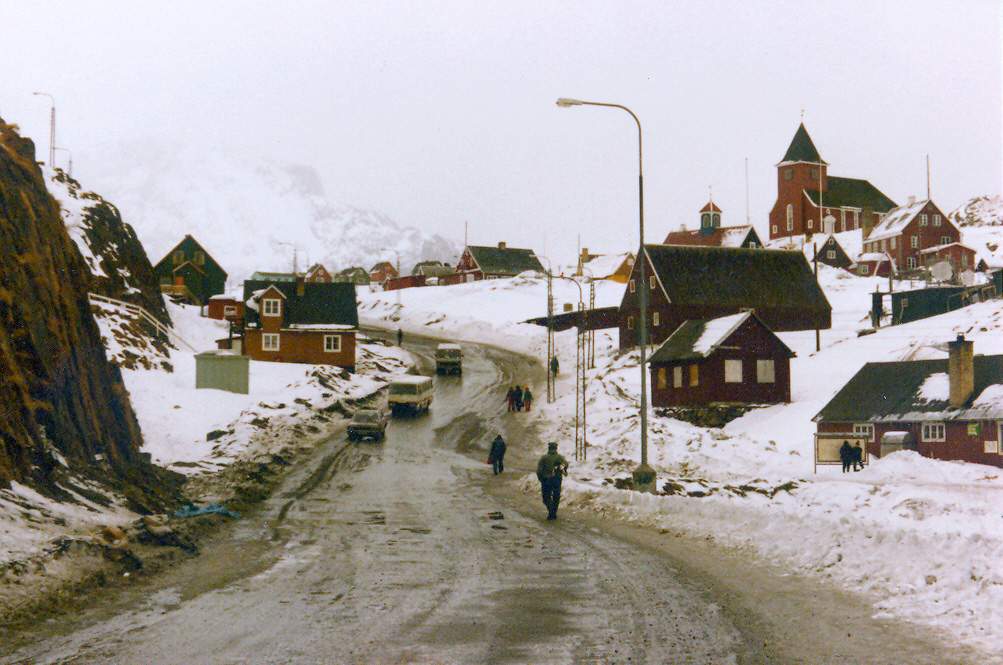
Imagen del poblado cerca de 1980

Sisimiut, antiguamente llamada Holsteinsborg en danés, es un poblado de Groenlandia localizado al sudoeste de la isla, dentro del municipio de Qeqqata, anteriormente parte del condado de Groenlandia Kitaa (Groenlandia Occidental). Se encuentra 75 km al norte del círculo polar ártico en el estrecho de Davis y es el puerto más septentrional libre de hielo durante el año en Groenlandia.
Sisimiut es la capital del municipio de Qeqqata. Con aproximadamente 5460 habitantes en 2010, es el segundo poblado más grande en Groenlandia. En el municipio también están los pueblos de Itilleq y Sarfannguaq así como el asentamiento de Kangerlussuaq que tiene el aeropuerto más grande de Groenlandia.
El lugar donde actualmente se ubica el poblado ha estado habitado desde hace 4500 años. Sus primeros pobladores fueron los indígenas inuit y hoy en día sus descendientes son el principal grupo étnico del poblado.